# Love's Labor Lost (film 1911)
Love's Labor Lost è un cortometraggio muto del 1911 diretto da Arthur Hotaling e prodotto dalla Lubin

## Produzione
Il film fu prodotto dalla Lubin Manufacturing Company.

## Distribuzione
Distribuito dalla General Film Company, il film - un cortometraggio in una bobina - uscì nelle sale statunitensi il 7 dicembre 1911.